# Beto Barbosa
Raimundo Roberto Morhy Barbosa (nacido el 27 de febrero de 1955 en Belém , Pará) es un cantante y compositor brasileño de Lambada.

## Vida
Beto Barbosa proviene de una familia libanesa y comenzó su carrera musical en su ciudad natal de Belém. Sus primeros grandes éxitos tuvieron lugar después de mudarse a Fortaleza, Ceará, donde también participó en campañas políticas.
En la década de los 1980s, Beto Barbosa se hizo famoso con su pieza "Adocica", dando inicio así, junto con la banda Kaoma, a la explosión mundial de Lambada. Durante su carrera ganó numerosos premios y reconocimientos, entre ellos, como el único cantante del norte de Brasil, el codiciado Troféu Imprensa como el mejor cantante. Hasta la fecha ha grabado 22 discos y vendido 6 millones de ellos. Sus ídolos musicales fueron el cantante brasileño Roberto Carlos y Elvis Presley. En privado, tuvo que soportar varios golpes: Su hija de 28 años murió en 2010 debido a una infección bacterial desconocida y años después le diagnosticaron cáncer a él.

## Otras versiones
"Embalo Trilegal" fue cubierto por el grupo dominicano Los Hermanos Rosario bajo el nombre "Esa Morena".
"Mar de Emoções" fue cubierta por el grupo colombiano Afrosound en su álbum Mar de Emociones.

## Discografía
- Atos e Fatos (1985)
- Símbolo Perfeito (1987)
- Adocica (1988)
- Preta (1990)
- Doña (1991)
- Cigana do amor (1992)
- Neguinha (1993)
- Ritmos (1994)
- Navegar (1995)
- Dança do Mel (1996)
- Beijo Selvagem (1997)
- Girando no salão (1998)
- Ao Vivo - Baile y Equilibrio (1999)
- Baile y equilibrio con Beto Barbosa (2000)
- Forroneirando (2000)
- Claridade (2001)
- Grandes Sucessos e Inéditas (2002)
- Balada: Uma Explosão de Alegria (2003)
- Sobredosis de amor (2005)
- Só como Melhores (2008)